# 鬼掹腳
《鬼掹腳》是1988年上映的一部香港恐怖鬼片，由洪金寶執導，洪金寶監製，張堅庭、陳友、午馬、高麗虹主演。

## 劇情
多年前，香港鄉下一名村長將一名通姦的男子在海中淹死，他的情婦試圖逃離村莊時墜入流沙池死亡。  多年後的1988年，剛剛從警校畢業的王小明(張堅庭 飾)被派往西灣（又名“鬼灣”）當警察，在他上班的第一個早晨被要求調查一具被沖上岸的女人的屍體。一位綽號“老爺”的當地老警察(午馬 飾)認為死因可疑。新上任的陳署長(陳友 飾)建議他們向更大的東灣警察局尋求幫助，並命令王小明找首席驗屍官“昆西”(鍾發 飾)撰寫驗屍報告，“昆西”認為是水鬼所為。

女鬼對小明產生了感情，小明回西灣後舉起紅旗阻止遊人下水，引起了當地的一片嘩然。巧遇新派遣到當地的白警官，態度嚴厲還打了小明一巴掌，後女鬼反打白警官一巴掌。 

小明的老鄰居王小姐(劉天蘭 飾)是一名教師，帶著她的學生來到了西灣海邊。 由於無法進入水中游泳，他們創造了一個時間膠囊。 學員“胖子”落水失踪，引起其他學生恐慌。 女鬼附在王小姐身上並與白警官戰鬥。 戰鬥被小明和“老爺”打斷，“老爺”在鬼魂襲擊他時用朱砂子彈射殺了鬼魂。

“昆西”帶領小明、“老爺”和白警官尋找線索，水鬼魂附在陳署長身上。“老爺”用紙上寫的咒語阻止鬼魂移動。 他們將陳總督察的屍體運到東灣警察局，鬼魂附在了那裡的警察身上，最終附在了小明身上。

## 演員表
| 演員   | 角色                         |
| 張堅庭 | 王小明 PC5726                |
| 陳友   | 西灣署長                     |
| 午馬   | 魯賢 PC167 綽號“老爺”        |
| 高麗虹 | 白警官                       |
| 劉天蘭 | 王老師                       |
| 鍾發   | 首席驗屍官陳大文，又名“昆西” |
| 蔣榮發 |                              |
| 元華   | 東灣警員                     |
| 元奎   | 東灣警員                     |
| 吳耀漢 | 東灣警員                     |
| 樓南光 | 東灣警員                     |
| 王玉環 | 女鬼(愛慕王小明)             |
| 葉榮祖 | 西灣村長                     |
| 莊彩如 |                              |
| 關肇樑 |                              |
| 何佩兒 |                              |
| 高飛   |                              |
| 田俊   |                              |
| 許瑩英 | 西灣村民                     |
| 余慕蓮 | 西灣村民                     |
| 張景坡 |                              |

## 外部連結
- 香港影庫上《鬼掹腳》的資料（繁體中文）
- 互联网电影数据库（IMDb）上《鬼掹腳》的资料（英文）